# Autentisk menneske
Autentisk menneske er et begreb indenfor neurolingvistisk programmering og personlig udviklingspsykologi, der bestå i at være et troværdig og sand mod sin indre personlige integritet. Da det menes at vi ikke er det naturligt, da vi fra barns ben af har fået normer og værdisæt,  der begrænser vores indre væsen. For at blive et Autentisk menneske kræver det en masse vilje og en evne til stor selverkendelse og selvindsigt samt en stor personlig indsats.

## De 4 vigtige punkter ved et autentisk menneske
- Tager ansvar for egne handlinger og meninger og tager ved lære af egne fejl
- Er bevidst om det man siger og gør samt de situationer som man sætter sig selv i
- Er åben og bevidst om egne værdier som selv efterleves
- Man er et gensidigt menneske

Når du er autentisk så tager du udgangspunkt i den person du er, og ikke hvad du tror, at andre forventer af dig, du er bevidst troværdig og ægte og står ved dine følelser, dine handlinger og det der rører sig inde i dig kommer til udtryk.